# Ligne de tramway 60 (SNCV Groupe de Charleroi)
 (février 2022).
Si vous disposez d'ouvrages ou d'articles de référence ou si vous connaissez des sites web de qualité traitant du thème abordé ici, merci de compléter l'article en donnant les références utiles à sa vérifiabilité et en les liant à la section « Notes et références ».
 (mars 2021).
La mise en forme du texte ne suit pas les recommandations de Wikipédia : il faut le « wikifier ».
Les points d'amélioration suivants sont les cas les plus fréquents. Le détail des points à revoir est peut-être précisé sur la page de discussion.
- Les titres sont pré-formatés par le logiciel. Ils ne sont ni en capitales, ni en gras.
- Le texte ne doit pas être écrit en capitales (les noms de famille non plus), ni en gras, ni en italique, ni en « petit »…
- Le gras n'est utilisé que pour surligner le titre de l'article dans l'introduction, une seule fois.
- L'italique est rarement utilisé : mots en langue étrangère, titres d'œuvres, noms de bateaux, etc.
- Les citations ne sont pas en italique mais en corps de texte normal. Elles sont entourées par des guillemets français : « et ».
- Les listes à puces sont à éviter, des paragraphes rédigés étant largement préférés. Les tableaux sont à réserver à la présentation de données structurées (résultats, etc.).
- Les appels de note de bas de page (petits chiffres en exposant, introduits par l'outil «  Source ») sont à placer entre la fin de phrase et le point final[comme ça].
- Les liens internes (vers d'autres articles de Wikipédia) sont à choisir avec parcimonie. Créez des liens vers des articles approfondissant le sujet. Les termes génériques sans rapport avec le sujet sont à éviter, ainsi que les répétitions de liens vers un même terme.
- Les liens externes sont à placer uniquement dans une section « Liens externes », à la fin de l'article. Ces liens sont à choisir avec parcimonie suivant les règles définies. Si un lien sert de source à l'article, son insertion dans le texte est à faire par les notes de bas de page.
- La présentation des références doit suivre les conventions bibliographiques. Il est recommandé d'utiliser les modèles {{Ouvrage}}, {{Chapitre}}, {{Article}}, {{Lien web}} et/ou {{Bibliographie}}. Le mode d'édition visuel peut mettre en forme automatiquement les références.
- Insérer une infobox (cadre d'informations à droite) n'est pas obligatoire pour parachever la mise en page.

Pour une aide détaillée, merci de consulter Aide:Wikification.
Si vous pensez que ces points ont été résolus, vous pouvez retirer ce bandeau et améliorer la mise en forme d'un autre article.
La ligne 60 est une ancienne ligne du tramway vicinal de Charleroi de la Société nationale des chemins de fer vicinaux (SNCV) qui reliait Charleroi à Mellet entre 1932 et 1957.

## Histoire
30 avril 1932 : mise en service en traction électrique sous l'indice 60 entre Charleroi Prison et Mellet Station; section Charleroi Prison - Gosselies Calvaire commune avec la ligne 60 qui devient 62 par la même occasion (capital 10), électrification de la section Gosselies Calvaire - Mellet Station de la ligne 324 (capital 78); exploitation par la SNCV.
1938 : terminus déplacé de Charleroi Prison à Charleroi Sud.
1940 : terminus reporté de Charleroi Sud à Charleroi Prison.
Vers 1949 : établissement d'un triangle de retournement à Mellet Station sur la rue Léon Burny pour l'emploi de motrices unidirectionnelles types BLC et PCC.
1945 : terminus reporté de Charleroi Prison à Charleroi Sud.
29 octobre 1957 : suppression.

## Infrastructure

### Ouvrages d’art notables
| Illustration | Type | Commune | Localisation                | État      | Remarques |
| ------------ | ---- | ------- | --------------------------- | --------- | --------- |
|              | pont | Mellet  | 50° 30′ 19″ N, 4° 28′ 10″ E | Existant. |           |

## Matériel roulant
- BLC ;
- PCC.